# 克赖瑟姆
克赖瑟姆（荷蘭語：Kruisem，荷蘭語發音：[ˈkrœy̯sɛm]）是比利时弗拉芒大區东佛兰德省奧德納爾德區的一个市镇，通行荷蘭語，是弗拉芒社群的一部分，面积71.59平方千米，人口15,876人（2022年1月1日）。该市镇于2019年1月1日由原市镇克赖斯豪特姆和津厄姆合并而成。